# Farleigh
Farleigh is een plaats en civil parish in het bestuurlijke gebied Tandridge, in het Engelse graafschap Surrey.